# Mistrzostwa Azji w Piłce Siatkowej Mężczyzn 2021
Mistrzostwa Azji w Piłce Siatkowej Mężczyzn 2021 – 21. edycja siatkarskich mistrzostw Azji zorganizowana przez Azjatycką Konfederację Piłki Siatkowej (AVC) w dniach 12-19 września 2021 roku w Japonii. Wzięło w niej udział 16 reprezentacji.
Turniej pełnił rolę kwalifikacji do Mistrzostw Świata 2022.

## Obiekty sportowe
| Chiba, Japonia   | Funabashi, Japonia |
| ---------------- | ------------------ |
| Chiba Port Arena | Funabashi Arena    |
| Pojemność: 7 512 | Pojemność: 4 368   |
|                  |                    |

## Drużyny uczestniczące
W Mistrzostwach Azji 2021 udział wzięło 16 reprezentacji. Do turnieju zakwalifikowała się reprezentacja Sri Lanki, ale w związku z pozytywnymi wynikami testów na COVID-19 wycofała się, a następnie została zastąpiona na turnieju przez reprezentację Uzbekistanu. Chęć udziału w mistrzostwach wyraziły reprezentacje Filipin, Indonezji i Wietnamu, ale swoje kandydatury zgłosiły po wyłonieniu 16 uczestników turnieju.
| Reprezentacja    | Ranking FIVB (12.08.2021) | Ranking AVC (12.09.2021) | Występy | Poprzedni występ | Najlepszy wynik                                                   |
| ---------------- | ------------------------- | ------------------------ | ------- | ---------------- | ----------------------------------------------------------------- |
| Arabia Saudyjska | 135. miejsce              | 28. miejsce              | 10      | 2017             | 8. miejsce (2001)                                                 |
| Bahrajn          | 134. miejsce              | 27. miejsce              | 10      | 2015             | 8. miejsce (1987)                                                 |
| Australia        | 27. miejsce               | 3. miejsce               | 21      | 2019             | 1. miejsce (2007)                                                 |
| Chiny            | 32. miejsce               | 5. miejsce               | 21      | 2019             | 1. miejsce (1979, 1997, 1999)                                     |
| Chińskie Tajpej  | 25. miejsce               | 6. miejsce               | 19      | 2019             | 4. miejsce (1983, 1997)                                           |
| Hongkong         | 89. miejsce               | 16. miejsce              | 8       | 2019             | 10. miejsce (1983)                                                |
| Indie            | 108. miejsce              | 26. miejsce              | 18      | 2019             | 4. miejsce (2005)                                                 |
| Iran             | 11. miejsce               | 1. miejsce               | 19      | 2019             | 1. miejsce (2011, 2013, 2019)                                     |
| Japonia          | 10. miejsce               | 2. miejsce               | 21      | 2019             | 1. miejsce (1975, 1983, 1987, 1991, 1995, 2005, 2009, 2015, 2017) |
| Katar            | 29. miejsce               | 7. miejsce               | 16      | 2019             | 4. miejsce (2015)                                                 |
| Kazachstan       | 78. miejsce               | 13. miejsce              | 13      | 2019             | 2. miejsce (1993, 2017)                                           |
| Korea Południowa | 21. miejsce               | 4. miejsce               | 21      | 2019             | 1. miejsce (1989, 1993, 2001, 2003)                               |
| Kuwejt           | 84. miejsce               | 14. miejsce              | 12      | 2019             | 4. miejsce (1987)                                                 |
| Pakistan         | 48. miejsce               | 9. miejsce               | 15      | 2019             | 4. miejsce (1989)                                                 |
| Tajlandia        | 43. miejsce               | 8. miejsce               | 16      | 2019             | 5. miejsce (2005)                                                 |
| Uzbekistan       | 218. miejsce              | 65. miejsce              | 5       | 2013             | 16. miejsce (1997, 2005, 2011, 2013)                              |

## System rozgrywek
Turniej składał się z kilku etapów. W pierwszej rundzie zespoły podzielone na cztery grupy rozgrywały mecze w systemie kołowym "każdy z każdym". Po dwie najlepsze drużyny z każdej grupy trafiły do grup E i F drugiej rundy, a pozostałe do grup G i H, przy czym w drugiej rundzie w jednej grupie znajdowały się zespoły z grup A i C lub B i D.
Druga runda również rozgrywana była w systemie kołowym, przy czym uwzględniano również wyniki meczów między konkretnymi zespołami z pierwszej rundy. Po dwie najlepsze drużyny z grup E i F trafiły do półfinałów (pary 1E-2F i 1F-2E), a pozostałe utworzyły pary w rywalizacji o miejsca 5-8. (pary 3E-4F i 3F-4E). Po dwie najlepsze reprezentacje z grup G i H utworzyły pary w rywalizacji o miejsca 9-12. (pary 1G-2H i 1H-2G), natomiast pozostałe – o miejsca (pary 3G-4H i 3H-4G).
Zwycięzcy półfinałów zagrali o 1. miejsce, a przegrani o 3. miejsce. Na analogicznych zasadach toczyła się rywalizacja o miejsca 5-8., 9-12. oraz 13-16.
Mistrz i Wicemistrz Azji 2021 otrzymali prawo gry w Mistrzostwach Świata 2022.

## Losowanie grup
Losowanie grup Mistrzostw Azji 2021 odbyło się 16 lipca 2021 roku w Bangkoku. Gospodarz – Japonia – oraz drużyny z najlepszej ósemki poprzednich mistrzostw kontynentu nie licząc Japonii – Iran (1. miejsce), Australia (2. miejsce), Korea Południowa (4. miejsce), Chińskie Tajpej (5. miejsce), Chiny (6. miejsce), Pakistan (7. miejsce) i Indie (8. miejsce) – zostały przypisane do czterech grup metodą serpentyny. Pozostali uczestnicy turnieju trafili do poszczególnych grup na drodze losowania.
| Grupa A | Grupa B   | Grupa C     | Grupa D          |
| ------- | --------- | ----------- | ---------------- |
| Japonia | Iran      | Australia   | Korea Południowa |
| Indie   | Pakistan  | Chiny       | Chińskie Tajpej  |
| Katar   | Tajlandia | Uzbekistan* | Kazachstan       |
| Bahrajn | Hongkong  | Kuwejt      | Arabia Saudyjska |

* Uzbekistan zajął miejsce Sri Lanki.

## Wyniki
Wszystkie godziny według strefy czasowej UTC+09:00.

### I Runda
awans do grupy E i F
     awans do grupy G i H

#### Grupa A
| Lp. | Drużyna | Mecze | Mecze   | Mecze   | Pkt | Sety | Sety | Sety  | Małe punkty | Małe punkty | Małe punkty |
| Lp. | Drużyna | M     | W (3:2) | P (2:3) | Pkt | wyg. | prz. | ratio | zdob.       | str.        | ratio       |
| --- | ------- | ----- | ------- | ------- | --- | ---- | ---- | ----- | ----------- | ----------- | ----------- |
| 1   | Japonia | 3     | 3 (0)   | 0 (0)   | 9   | 9    | 1    | 9.000 | 248         | 196         | 1.265       |
| 2   | Katar   | 3     | 2 (0)   | 1 (0)   | 6   | 6    | 3    | 2.000 | 215         | 194         | 1.108       |
| 3   | Bahrajn | 3     | 1 (0)   | 2 (0)   | 3   | 4    | 6    | 0.667 | 221         | 241         | 0.917       |
| 4   | Indie   | 3     | 0 (0)   | 3 (0)   | 0   | 0    | 9    | 0.000 | 171         | 227         | 0.753       |

Źródło: asianvolleyball.net 
Punktacja: 3:0 i 3:1 – 3 pkt; 3:2 – 2 pkt; 2:3 – 1 pkt; 1:3 i 0:3 – 0 pkt
Zasady ustalania kolejności: 1. liczba zwycięstw; 2. liczba punktów; 3. stosunek setów; 4. stosunek małych punktów; 5. bilans w bezpośrednich meczach
| Data  | Godz. | Drużyna 1 | Wynik | Drużyna 2 | 1     | 2     | 3     | 4     | 5 | Widzów | *  |
| ----- | ----- | --------- | ----- | --------- | ----- | ----- | ----- | ----- | - | ------ | -- |
| 12.09 | 9:30  | Bahrajn   | 3:0   | Indie     | 27:25 | 25:21 | 25:21 |       |   | bd     | 1  |
| 12.09 | 18:00 | Japonia   | 3:0   | Katar     | 25:20 | 25:23 | 25:21 |       |   | bd     | 4  |
| 13.09 | 12:00 | Indie     | 0:3   | Katar     | 22:25 | 14:25 | 20:25 |       |   | 212    | 10 |
| 13.09 | 18:00 | Bahrajn   | 1:3   | Japonia   | 25:23 | 17:25 | 23:25 | 16:25 |   | 2315   | 12 |
| 14.09 | 12:00 | Katar     | 3:0   | Bahrajn   | 25:19 | 25:20 | 26:24 |       |   | bd     | 18 |
| 14.09 | 18:00 | Japonia   | 3:0   | Indie     | 25:15 | 25:15 | 25:18 |       |   | bd     | 20 |

#### Grupa B
| Lp. | Drużyna   | Mecze | Mecze   | Mecze   | Pkt | Sety | Sety | Sety  | Małe punkty | Małe punkty | Małe punkty |
| Lp. | Drużyna   | M     | W (3:2) | P (2:3) | Pkt | wyg. | prz. | ratio | zdob.       | str.        | ratio       |
| --- | --------- | ----- | ------- | ------- | --- | ---- | ---- | ----- | ----------- | ----------- | ----------- |
| 1   | Iran      | 3     | 3 (0)   | 0 (0)   | 9   | 9    | 0    | MAX   | 225         | 150         | 1.500       |
| 2   | Pakistan  | 3     | 2 (1)   | 1 (0)   | 5   | 6    | 6    | 1.000 | 261         | 248         | 1.052       |
| 3   | Tajlandia | 3     | 1 (0)   | 2 (1)   | 4   | 5    | 7    | 0.714 | 251         | 275         | 0.913       |
| 4   | Hongkong  | 3     | 0 (0)   | 3 (0)   | 0   | 2    | 9    | 0.222 | 206         | 270         | 0.763       |

Źródło: asianvolleyball.net 
Punktacja: 3:0 i 3:1 – 3 pkt; 3:2 – 2 pkt; 2:3 – 1 pkt; 1:3 i 0:3 – 0 pkt
Zasady ustalania kolejności: 1. liczba zwycięstw; 2. liczba punktów; 3. stosunek setów; 4. stosunek małych punktów; 5. bilans w bezpośrednich meczach
| Data  | Godz. | Drużyna 1 | Wynik | Drużyna 2 | 1     | 2     | 3     | 4     | 5     | Widzów | *  |
| ----- | ----- | --------- | ----- | --------- | ----- | ----- | ----- | ----- | ----- | ------ | -- |
| 12.09 | 15:00 | Tajlandia | 2:3   | Pakistan  | 25:22 | 23:25 | 25:21 | 23:25 | 12:15 | bd     | 3  |
| 12.09 | 15:00 | Iran      | 3:0   | Hongkong  | 25:12 | 25:18 | 25:19 |       |       | 134    | 7  |
| 13.09 | 9:30  | Hongkong  | 1:3   | Pakistan  | 16:25 | 26:24 | 11:25 | 12:25 |       | 108    | 9  |
| 13.09 | 15:00 | Iran      | 3:0   | Tajlandia | 25:17 | 25:12 | 25:18 |       |       | 662    | 11 |
| 14.09 | 9:30  | Pakistan  | 0:3   | Iran      | 20:25 | 16:25 | 15:25 |       |       | bd     | 17 |
| 14.09 | 15:00 | Tajlandia | 3:1   | Hongkong  | 25:22 | 17:25 | 29:27 | 25:18 |       | bd     | 19 |

#### Grupa C
| Lp. | Drużyna    | Mecze | Mecze   | Mecze   | Pkt | Sety | Sety | Sety  | Małe punkty | Małe punkty | Małe punkty |
| Lp. | Drużyna    | M     | W (3:2) | P (2:3) | Pkt | wyg. | prz. | ratio | zdob.       | str.        | ratio       |
| --- | ---------- | ----- | ------- | ------- | --- | ---- | ---- | ----- | ----------- | ----------- | ----------- |
| 1   | Australia  | 3     | 3 (1)   | 0 (0)   | 8   | 9    | 2    | 4.500 | 263         | 209         | 1.258       |
| 2   | Chiny      | 3     | 2 (0)   | 1 (1)   | 7   | 8    | 3    | 2.667 | 261         | 207         | 1.261       |
| 3   | Kuwejt     | 3     | 1 (0)   | 2 (0)   | 3   | 3    | 7    | 0.429 | 185         | 244         | 0.758       |
| 4   | Uzbekistan | 3     | 0 (0)   | 3 (0)   | 0   | 1    | 9    | 0.111 | 196         | 245         | 0.800       |

Źródło: asianvolleyball.net 
Punktacja: 3:0 i 3:1 – 3 pkt; 3:2 – 2 pkt; 2:3 – 1 pkt; 1:3 i 0:3 – 0 pkt
Zasady ustalania kolejności: 1. liczba zwycięstw; 2. liczba punktów; 3. stosunek setów; 4. stosunek małych punktów; 5. bilans w bezpośrednich meczach
| Data  | Godz. | Drużyna 1  | Wynik | Drużyna 2  | 1     | 2     | 3     | 4     | 5     | Widzów | *  |
| ----- | ----- | ---------- | ----- | ---------- | ----- | ----- | ----- | ----- | ----- | ------ | -- |
| 12.09 | 12:30 | Kuwejt     | 0:3   | Chiny      | 12:25 | 16:25 | 18:25 |       |       | 108    | 6  |
| 12.09 | 17:30 | Australia  | 3:0   | Uzbekistan | 25:16 | 25:19 | 25:19 |       |       | 95     | 8  |
| 13.09 | 12:30 | Uzbekistan | 0:3   | Chiny      | 14:25 | 18:25 | 16:25 |       |       | 100    | 14 |
| 13.09 | 15:00 | Australia  | 3:0   | Kuwejt     | 25:21 | 25:14 | 25:9  |       |       | 100    | 15 |
| 14.09 | 10:00 | Kuwejt     | 3:1   | Uzbekistan | 29:27 | 16:25 | 25:21 | 25:21 |       | 12     | 21 |
| 14.09 | 17:30 | Chiny      | 2:3   | Australia  | 27:25 | 25:20 | 21:25 | 26:28 | 12:15 | 52     | 24 |

#### Grupa D
| Lp. | Drużyna          | Mecze | Mecze   | Mecze   | Pkt | Sety | Sety | Sety  | Małe punkty | Małe punkty | Małe punkty |
| Lp. | Drużyna          | M     | W (3:2) | P (2:3) | Pkt | wyg. | prz. | ratio | zdob.       | str.        | ratio       |
| --- | ---------------- | ----- | ------- | ------- | --- | ---- | ---- | ----- | ----------- | ----------- | ----------- |
| 1   | Chińskie Tajpej  | 3     | 3 (0)   | 0 (0)   | 9   | 9    | 1    | 9.000 | 248         | 196         | 1.265       |
| 2   | Korea Południowa | 3     | 2 (0)   | 1 (0)   | 6   | 7    | 3    | 2.333 | 237         | 207         | 1.145       |
| 3   | Arabia Saudyjska | 3     | 1 (0)   | 2 (0)   | 3   | 3    | 6    | 0.500 | 178         | 217         | 0.820       |
| 4   | Kazachstan       | 3     | 0 (0)   | 3 (0)   | 0   | 0    | 9    | 0.000 | 182         | 225         | 0.809       |

Źródło: asianvolleyball.net 
Punktacja: 3:0 i 3:1 – 3 pkt; 3:2 – 2 pkt; 2:3 – 1 pkt; 1:3 i 0:3 – 0 pkt
Zasady ustalania kolejności: 1. liczba zwycięstw; 2. liczba punktów; 3. stosunek setów; 4. stosunek małych punktów; 5. bilans w bezpośrednich meczach
| Data  | Godz. | Drużyna 1        | Wynik | Drużyna 2        | 1     | 2     | 3     | 4     | 5 | Widzów | *  |
| ----- | ----- | ---------------- | ----- | ---------------- | ----- | ----- | ----- | ----- | - | ------ | -- |
| 12.09 | 10:00 | Chińskie Tajpej  | 3:0   | Kazachstan       | 25:20 | 25:22 | 25:19 |       |   | 95     | 5  |
| 12.09 | 12:00 | Arabia Saudyjska | 0:3   | Korea Południowa | 18:25 | 17:25 | 20:25 |       |   | bd     | 2  |
| 13.09 | 10:00 | Arabia Saudyjska | 0:3   | Chińskie Tajpej  | 15:25 | 16:25 | 17:25 |       |   | 100    | 13 |
| 13.09 | 17:30 | Korea Południowa | 3:0   | Kazachstan       | 25:21 | 25:17 | 25:16 |       |   | 100    | 16 |
| 14.09 | 12:30 | Kazachstan       | 0:3   | Arabia Saudyjska | 23:25 | 21:25 | 23:25 |       |   | 20     | 22 |
| 14.09 | 15:00 | Chińskie Tajpej  | 3:1   | Korea Południowa | 23:25 | 25:21 | 25:20 | 25:21 |   | 59     | 23 |

### II Runda
awans do półfinału
     mecze o miejsca 5.-8.
     mecze o miejsca 9.-12.
     mecze o miejsca 13.-16.

#### Grupa E
| Lp. | Drużyna   | Mecze | Mecze   | Mecze   | Pkt | Sety | Sety | Sety  | Małe punkty | Małe punkty | Małe punkty |
| Lp. | Drużyna   | M     | W (3:2) | P (2:3) | Pkt | wyg. | prz. | ratio | zdob.       | str.        | ratio       |
| --- | --------- | ----- | ------- | ------- | --- | ---- | ---- | ----- | ----------- | ----------- | ----------- |
| 1   | Japonia   | 3     | 2 (0)   | 1 (0)   | 6   | 7    | 3    | 2.333 | 220         | 229         | 0.961       |
| 2   | Chiny     | 3     | 2 (1)   | 1 (1)   | 6   | 8    | 6    | 1.333 | 328         | 309         | 1.061       |
| 3   | Katar     | 3     | 1 (0)   | 2 (1)   | 4   | 5    | 6    | 0.833 | 247         | 251         | 0.984       |
| 4   | Australia | 3     | 1 (1)   | 2 (0)   | 2   | 3    | 8    | 0.375 | 237         | 261         | 0.908       |

Źródło: asianvolleyball.net 
Punktacja: 3:0 i 3:1 – 3 pkt; 3:2 – 2 pkt; 2:3 – 1 pkt; 1:3 i 0:3 – 0 pkt
Zasady ustalania kolejności: 1. liczba zwycięstw; 2. liczba punktów; 3. stosunek setów; 4. stosunek małych punktów; 5. bilans w bezpośrednich meczach
| Data  | Godz. | Drużyna 1 | Wynik | Drużyna 2 | 1     | 2     | 3     | 4     | 5     | Widzów | *  |
| ----- | ----- | --------- | ----- | --------- | ----- | ----- | ----- | ----- | ----- | ------ | -- |
| 16.09 | 12:00 | Katar     | 3:0   | Australia | 25:20 | 25:20 | 25:21 |       |       | bd     | 30 |
| 16.09 | 18:00 | Japonia   | 1:3   | Chiny     | 19:25 | 29:27 | 21:25 | 19:25 |       | 2399   | 29 |
| 17.09 | 12:00 | Katar     | 2:3   | Chiny     | 26:28 | 25:21 | 28:26 | 19:25 | 10:15 | 334    | 37 |
| 17.09 | 18:00 | Japonia   | 3:0   | Australia | 25:23 | 25:17 | 25:23 |       |       | 2455   | 38 |

#### Grupa F
| Lp. | Drużyna          | Mecze | Mecze   | Mecze   | Pkt | Sety | Sety | Sety  | Małe punkty | Małe punkty | Małe punkty |
| Lp. | Drużyna          | M     | W (3:2) | P (2:3) | Pkt | wyg. | prz. | ratio | zdob.       | str.        | ratio       |
| --- | ---------------- | ----- | ------- | ------- | --- | ---- | ---- | ----- | ----------- | ----------- | ----------- |
| 1   | Iran             | 3     | 3 (0)   | 0 (0)   | 9   | 9    | 0    | MAX   | 225         | 155         | 1.452       |
| 2   | Chińskie Tajpej  | 3     | 2 (0)   | 1 (0)   | 6   | 6    | 5    | 1.200 | 239         | 252         | 0.948       |
| 3   | Pakistan         | 3     | 1 (0)   | 2 (0)   | 3   | 4    | 6    | 0.667 | 219         | 231         | 0.948       |
| 4   | Korea Południowa | 3     | 0 (0)   | 3 (0)   | 0   | 1    | 9    | 0.111 | 203         | 248         | 0.819       |

Źródło: asianvolleyball.net 
Punktacja: 3:0 i 3:1 – 3 pkt; 3:2 – 2 pkt; 2:3 – 1 pkt; 1:3 i 0:3 – 0 pkt
Zasady ustalania kolejności: 1. liczba zwycięstw; 2. liczba punktów; 3. stosunek setów; 4. stosunek małych punktów; 5. bilans w bezpośrednich meczach
| Data  | Godz. | Drużyna 1 | Wynik | Drużyna 2        | 1     | 2     | 3     | 4     | 5 | Widzów | *  |
| ----- | ----- | --------- | ----- | ---------------- | ----- | ----- | ----- | ----- | - | ------ | -- |
| 16.09 | 9:30  | Pakistan  | 1:3   | Chińskie Tajpej  | 20:25 | 25:22 | 23:25 | 22:25 |   | bd     | 32 |
| 16.09 | 15:00 | Iran      | 3:0   | Korea Południowa | 25:19 | 25:18 | 25:20 |       |   | 677    | 31 |
| 17.09 | 9:30  | Pakistan  | 3:0   | Korea Południowa | 25:23 | 25:22 | 25:14 |       |   | 157    | 39 |
| 17.09 | 15:00 | Iran      | 3:0   | Chińskie Tajpej  | 25:10 | 25:23 | 25:11 |       |   | 677    | 40 |

#### Grupa G
| Lp. | Drużyna    | Mecze | Mecze   | Mecze   | Pkt | Sety | Sety | Sety  | Małe punkty | Małe punkty | Małe punkty |
| Lp. | Drużyna    | M     | W (3:2) | P (2:3) | Pkt | wyg. | prz. | ratio | zdob.       | str.        | ratio       |
| --- | ---------- | ----- | ------- | ------- | --- | ---- | ---- | ----- | ----------- | ----------- | ----------- |
| 1   | Bahrajn    | 3     | 3 (0)   | 0 (0)   | 9   | 9    | 0    | MAX   | 229         | 188         | 1.218       |
| 2   | Indie      | 3     | 2 (0)   | 1 (0)   | 6   | 6    | 3    | 2.000 | 217         | 191         | 1.136       |
| 3   | Kuwejt     | 3     | 1 (0)   | 2 (0)   | 3   | 3    | 7    | 0.429 | 214         | 244         | 0.877       |
| 4   | Uzbekistan | 3     | 0 (0)   | 3 (0)   | 0   | 1    | 9    | 0.111 | 210         | 247         | 0.850       |

Źródło: asianvolleyball.net 
Punktacja: 3:0 i 3:1 – 3 pkt; 3:2 – 2 pkt; 2:3 – 1 pkt; 1:3 i 0:3 – 0 pkt
Zasady ustalania kolejności: 1. liczba zwycięstw; 2. liczba punktów; 3. stosunek setów; 4. stosunek małych punktów; 5. bilans w bezpośrednich meczach
| Data  | Godz. | Drużyna 1 | Wynik | Drużyna 2  | 1     | 2     | 3     | 4 | 5 | Widzów | *  |
| ----- | ----- | --------- | ----- | ---------- | ----- | ----- | ----- | - | - | ------ | -- |
| 16.09 | 12:30 | Indie     | 3:0   | Kuwejt     | 25:20 | 25:20 | 25:20 |   |   | 100    | 26 |
| 16.09 | 15:00 | Bahrajn   | 3:0   | Uzbekistan | 25:18 | 27:25 | 25:19 |   |   | 100    | 25 |
| 17.09 | 10:00 | Indie     | 3:0   | Uzbekistan | 25:19 | 25:13 | 25:22 |   |   | 100    | 33 |
| 17.09 | 17:30 | Bahrajn   | 3:0   | Kuwejt     | 25:21 | 25:19 | 25:19 |   |   | 100    | 34 |

#### Grupa H
| Lp. | Drużyna          | Mecze | Mecze   | Mecze   | Pkt | Sety | Sety | Sety  | Małe punkty | Małe punkty | Małe punkty |
| Lp. | Drużyna          | M     | W (3:2) | P (2:3) | Pkt | wyg. | prz. | ratio | zdob.       | str.        | ratio       |
| --- | ---------------- | ----- | ------- | ------- | --- | ---- | ---- | ----- | ----------- | ----------- | ----------- |
| 1   | Arabia Saudyjska | 3     | 3 (0)   | 0 (0)   | 9   | 9    | 1    | 9.000 | 245         | 202         | 1.213       |
| 2   | Kazachstan       | 3     | 2 (0)   | 1 (0)   | 6   | 6    | 4    | 1.500 | 235         | 217         | 1.083       |
| 3   | Tajlandia        | 3     | 1 (0)   | 2 (0)   | 3   | 5    | 7    | 0.714 | 271         | 280         | 0.968       |
| 4   | Hongkong         | 3     | 0 (0)   | 3 (0)   | 0   | 1    | 9    | 0.111 | 194         | 246         | 0.789       |

Źródło: asianvolleyball.net 
Punktacja: 3:0 i 3:1 – 3 pkt; 3:2 – 2 pkt; 2:3 – 1 pkt; 1:3 i 0:3 – 0 pkt
Zasady ustalania kolejności: 1. liczba zwycięstw; 2. liczba punktów; 3. stosunek setów; 4. stosunek małych punktów; 5. bilans w bezpośrednich meczach
| Data  | Godz. | Drużyna 1 | Wynik | Drużyna 2        | 1     | 2     | 3     | 4     | 5 | Widzów | *  |
| ----- | ----- | --------- | ----- | ---------------- | ----- | ----- | ----- | ----- | - | ------ | -- |
| 16.09 | 10:00 | Tajlandia | 1:3   | Kazachstan       | 25:18 | 23:25 | 19:25 | 22:25 |   | 100    | 27 |
| 16.09 | 17:30 | Hongkong  | 0:3   | Arabia Saudyjska | 12:25 | 18:25 | 19:25 |       |   | 100    | 28 |
| 17.09 | 12:30 | Hongkong  | 0:3   | Kazachstan       | 16:25 | 21:25 | 16:25 |       |   | 100    | 35 |
| 17.09 | 15:00 | Tajlandia | 1:3   | Arabia Saudyjska | 20:25 | 25:20 | 19:25 | 22:25 |   | 100    | 36 |

### Runda finałowa

#### Rywalizacja o miejsca 13.-16.
|  |                   |                   |                   |                   |   |                    |                    |                    |
|  | Półfinały 13.-16. | Półfinały 13.-16. | Półfinały 13.-16. |                   |   | Mecz o 13. miejsce | Mecz o 13. miejsce | Mecz o 13. miejsce |
|  | Półfinały 13.-16. | Półfinały 13.-16. | Półfinały 13.-16. |                   |   | Mecz o 13. miejsce | Mecz o 13. miejsce | Mecz o 13. miejsce |
|  | 18.09             |                   |                   |                   |   |                    |                    |                    |
|  |                   |                   |                   |                   |   |                    |                    |                    |
|  | Kuwejt            | Kuwejt            | 2                 |                   |   |                    |                    |                    |
|  | Kuwejt            | Kuwejt            | 2                 | 19.09             |   |                    |                    |                    |
|  | Hongkong          | Hongkong          | 3                 |                   |   |                    |                    |                    |
|  | Hongkong          | Hongkong          | 3                 |                   |   | Hongkong           | Hongkong           | 0                  |
|  | 18.09             |                   |                   |                   |   | Hongkong           | Hongkong           | 0                  |
|  |                   |                   | Uzbekistan        | Uzbekistan        | 3 |                    |                    |                    |
|  | Uzbekistan        | Uzbekistan        | Uzbekistan        | Uzbekistan        | 3 | 3                  |                    |                    |
|  | Uzbekistan        | Uzbekistan        |                   |                   |   |                    |                    |                    |
|  | Tajlandia         | Tajlandia         | 2                 |                   |   |                    |                    |                    |
|  | Tajlandia         | Tajlandia         | 2                 | Mecz o 3. miejsce |   |                    |                    |                    |
|  |                   |                   |                   |                   |   |                    |                    |                    |
|  | 19.09             |                   |                   |                   |   |                    |                    |                    |
|  |                   |                   |                   |                   |   |                    |                    |                    |
|  | Kuwejt            | Kuwejt            | 1                 |                   |   |                    |                    |                    |
|  | Kuwejt            | Kuwejt            | 1                 |                   |   |                    |                    |                    |
|  | Tajlandia         | Tajlandia         | 3                 |                   |   |                    |                    |                    |
|  | Tajlandia         | Tajlandia         | 3                 |                   |   |                    |                    |                    |

##### Półfinały rywalizacji o miejsca 13.-16.
| Data  | Godz. | Drużyna 1  | Wynik | Drużyna 2 | 1     | 2     | 3     | 4     | 5     | Widzów | *  |
| ----- | ----- | ---------- | ----- | --------- | ----- | ----- | ----- | ----- | ----- | ------ | -- |
| 18.09 | 10:00 | Uzbekistan | 3:2   | Tajlandia | 28:26 | 23:25 | 25:19 | 22:25 | 20:18 | 100    | 42 |
| 18.09 | 12:30 | Kuwejt     | 2:3   | Hongkong  | 18:25 | 25:22 | 21:25 | 25:20 | 14:16 | 100    | 41 |

##### Mecz o 15. miejsce
| Data  | Godz. | Drużyna 1 | Wynik | Drużyna 2 | 1     | 2     | 3     | 4     | 5 | Widzów | *  |
| ----- | ----- | --------- | ----- | --------- | ----- | ----- | ----- | ----- | - | ------ | -- |
| 19.09 | 12:30 | Kuwejt    | 1:3   | Tajlandia | 16:25 | 25:21 | 23:25 | 20:25 |   | 100    | 49 |

##### Mecz o 13. miejsce
| Data  | Godz. | Drużyna 1 | Wynik | Drużyna 2  | 1     | 2     | 3     | 4 | 5 | Widzów | *  |
| ----- | ----- | --------- | ----- | ---------- | ----- | ----- | ----- | - | - | ------ | -- |
| 19.09 | 10:00 | Hongkong  | 0:3   | Uzbekistan | 20:25 | 23:25 | 21:25 |   |   | 100    | 50 |

#### Rywalizacja o miejsca 9.-12.
|  |                  |                  |                  |                   |   |                   |                   |                   |
|  | Półfinały 9.-12. | Półfinały 9.-12. | Półfinały 9.-12. |                   |   | Mecz o 9. miejsce | Mecz o 9. miejsce | Mecz o 9. miejsce |
|  | Półfinały 9.-12. | Półfinały 9.-12. | Półfinały 9.-12. |                   |   | Mecz o 9. miejsce | Mecz o 9. miejsce | Mecz o 9. miejsce |
|  | 18.09            |                  |                  |                   |   |                   |                   |                   |
|  |                  |                  |                  |                   |   |                   |                   |                   |
|  | Bahrajn          | Bahrajn          | 3                |                   |   |                   |                   |                   |
|  | Bahrajn          | Bahrajn          | 3                | 19.09             |   |                   |                   |                   |
|  | Kazachstan       | Kazachstan       | 1                |                   |   |                   |                   |                   |
|  | Kazachstan       | Kazachstan       | 1                |                   |   | Bahrajn           | Bahrajn           | 2                 |
|  | 18.09            |                  |                  |                   |   | Bahrajn           | Bahrajn           | 2                 |
|  |                  |                  | Indie            | Indie             | 3 |                   |                   |                   |
|  | Indie            | Indie            | Indie            | Indie             | 3 | 3                 |                   |                   |
|  | Indie            | Indie            |                  |                   |   |                   |                   |                   |
|  | Arabia Saudyjska | Arabia Saudyjska | 0                |                   |   |                   |                   |                   |
|  | Arabia Saudyjska | Arabia Saudyjska | 0                | Mecz o 3. miejsce |   |                   |                   |                   |
|  |                  |                  |                  |                   |   |                   |                   |                   |
|  | 19.09            |                  |                  |                   |   |                   |                   |                   |
|  |                  |                  |                  |                   |   |                   |                   |                   |
|  | Kazachstan       | Kazachstan       | 3                |                   |   |                   |                   |                   |
|  | Kazachstan       | Kazachstan       | 3                |                   |   |                   |                   |                   |
|  | Arabia Saudyjska | Arabia Saudyjska | 0                |                   |   |                   |                   |                   |
|  | Arabia Saudyjska | Arabia Saudyjska | 0                |                   |   |                   |                   |                   |

##### Półfinały rywalizacji o miejsca 9.-12.
| Data  | Godz. | Drużyna 1 | Wynik | Drużyna 2        | 1     | 2     | 3     | 4     | 5 | Widzów | *  |
| ----- | ----- | --------- | ----- | ---------------- | ----- | ----- | ----- | ----- | - | ------ | -- |
| 18.09 | 15:00 | Bahrajn   | 3:1   | Kazachstan       | 16:25 | 25:23 | 28:26 | 25:22 |   | 100    | 43 |
| 18.09 | 17:30 | Indie     | 3:0   | Arabia Saudyjska | 25:22 | 25:22 | 25:23 |       |   | 100    | 44 |

##### Mecz o 11. miejsce
| Data  | Godz. | Drużyna 1  | Wynik | Drużyna 2        | 1     | 2     | 3     | 4 | 5 | Widzów | *  |
| ----- | ----- | ---------- | ----- | ---------------- | ----- | ----- | ----- | - | - | ------ | -- |
| 19.09 | 15:00 | Kazachstan | 3:0   | Arabia Saudyjska | 25:16 | 25:20 | 25:23 |   |   | 100    | 51 |

##### Mecz o 9. miejsce
| Data  | Godz. | Drużyna 1 | Wynik | Drużyna 2 | 1     | 2     | 3     | 4     | 5     | Widzów | *  |
| ----- | ----- | --------- | ----- | --------- | ----- | ----- | ----- | ----- | ----- | ------ | -- |
| 19.09 | 17:30 | Bahrajn   | 2:3   | Indie     | 16:25 | 23:25 | 25:20 | 25:23 | 14:16 | 100    | 52 |

#### Rywalizacja o miejsca 5.-8.
|  |                  |                  |                 |                   |   |                   |                   |                   |
|  | Półfinały 5.-8.  | Półfinały 5.-8.  | Półfinały 5.-8. |                   |   | Mecz o 5. miejsce | Mecz o 5. miejsce | Mecz o 5. miejsce |
|  | Półfinały 5.-8.  | Półfinały 5.-8.  | Półfinały 5.-8. |                   |   | Mecz o 5. miejsce | Mecz o 5. miejsce | Mecz o 5. miejsce |
|  | 18.09            |                  |                 |                   |   |                   |                   |                   |
|  |                  |                  |                 |                   |   |                   |                   |                   |
|  | Katar            | Katar            | 3               |                   |   |                   |                   |                   |
|  | Katar            | Katar            | 3               | 19.09             |   |                   |                   |                   |
|  | Korea Południowa | Korea Południowa | 0               |                   |   |                   |                   |                   |
|  | Korea Południowa | Korea Południowa | 0               |                   |   | Katar             | Katar             | 3                 |
|  | 18.09            |                  |                 |                   |   | Katar             | Katar             | 3                 |
|  |                  |                  | Australia       | Australia         | 0 |                   |                   |                   |
|  | Australia        | Australia        | Australia       | Australia         | 0 | 3                 |                   |                   |
|  | Australia        | Australia        |                 |                   |   |                   |                   |                   |
|  | Pakistan         | Pakistan         | 0               |                   |   |                   |                   |                   |
|  | Pakistan         | Pakistan         | 0               | Mecz o 3. miejsce |   |                   |                   |                   |
|  |                  |                  |                 |                   |   |                   |                   |                   |
|  | 19.09            |                  |                 |                   |   |                   |                   |                   |
|  |                  |                  |                 |                   |   |                   |                   |                   |
|  | Korea Południowa | Korea Południowa | 0               |                   |   |                   |                   |                   |
|  | Korea Południowa | Korea Południowa | 0               |                   |   |                   |                   |                   |
|  | Pakistan         | Pakistan         | 3               |                   |   |                   |                   |                   |
|  | Pakistan         | Pakistan         | 3               |                   |   |                   |                   |                   |

##### Półfinały rywalizacji o miejsca 5.-8.
| Data  | Godz. | Drużyna 1 | Wynik | Drużyna 2        | 1     | 2     | 3     | 4 | 5 | Widzów | *  |
| ----- | ----- | --------- | ----- | ---------------- | ----- | ----- | ----- | - | - | ------ | -- |
| 18.09 | 9:30  | Katar     | 3:0   | Korea Południowa | 25:16 | 32:30 | 25:22 |   |   | 146    | 45 |
| 18.09 | 12:00 | Australia | 3:0   | Pakistan         | 25:16 | 26:24 | 25:23 |   |   | bd     | 46 |

##### Mecz o 7. miejsce
| Data  | Godz. | Drużyna 1        | Wynik | Drużyna 2 | 1     | 2     | 3     | 4 | 5 | Widzów | *  |
| ----- | ----- | ---------------- | ----- | --------- | ----- | ----- | ----- | - | - | ------ | -- |
| 19.09 | 9:30  | Korea Południowa | 0:3   | Pakistan  | 23:25 | 15:25 | 26:28 |   |   | 253    | 53 |

##### Mecz o 5. miejsce
| Data  | Godz. | Drużyna 1 | Wynik | Drużyna 2 | 1     | 2     | 3     | 4 | 5 | Widzów | *  |
| ----- | ----- | --------- | ----- | --------- | ----- | ----- | ----- | - | - | ------ | -- |
| 19.09 | 12:00 | Katar     | 3:0   | Australia | 25:21 | 25:11 | 25:23 |   |   | 500    | 54 |

#### Rywalizacja o miejsca 1.-4.
|  |                 |                 |           |                   |   |         |         |       |
|  | Półfinały       | Półfinały       | Półfinały |                   |   | Finał   | Finał   | Finał |
|  | Półfinały       | Półfinały       | Półfinały |                   |   | Finał   | Finał   | Finał |
|  | 18.09           |                 |           |                   |   |         |         |       |
|  |                 |                 |           |                   |   |         |         |       |
|  | Japonia         | Japonia         | 3         |                   |   |         |         |       |
|  | Japonia         | Japonia         | 3         | 19.09             |   |         |         |       |
|  | Chińskie Tajpej | Chińskie Tajpej | 1         |                   |   |         |         |       |
|  | Chińskie Tajpej | Chińskie Tajpej | 1         |                   |   | Japonia | Japonia | 0     |
|  | 18.09           |                 |           |                   |   | Japonia | Japonia | 0     |
|  |                 |                 | Iran      | Iran              | 3 |         |         |       |
|  | Chiny           | Chiny           | Iran      | Iran              | 3 | 1       |         |       |
|  | Chiny           | Chiny           |           |                   |   |         |         |       |
|  | Iran            | Iran            | 3         |                   |   |         |         |       |
|  | Iran            | Iran            | 3         | Mecz o 3. miejsce |   |         |         |       |
|  |                 |                 |           |                   |   |         |         |       |
|  | 19.09           |                 |           |                   |   |         |         |       |
|  |                 |                 |           |                   |   |         |         |       |
|  | Chińskie Tajpej | Chińskie Tajpej | 0         |                   |   |         |         |       |
|  | Chińskie Tajpej | Chińskie Tajpej | 0         |                   |   |         |         |       |
|  | Chiny           | Chiny           | 3         |                   |   |         |         |       |
|  | Chiny           | Chiny           | 3         |                   |   |         |         |       |

##### Półfinały
| Data  | Godz. | Drużyna 1 | Wynik | Drużyna 2       | 1     | 2     | 3     | 4     | 5 | Widzów | *  |
| ----- | ----- | --------- | ----- | --------------- | ----- | ----- | ----- | ----- | - | ------ | -- |
| 18.09 | 15:00 | Chiny     | 1:3   | Iran            | 22:25 | 25:17 | 22:25 | 17:25 |   | 1053   | 48 |
| 18.09 | 18:00 | Japonia   | 3:1   | Chińskie Tajpej | 25:16 | 22:25 | 25:21 | 25:20 |   | 2414   | 47 |

##### Mecz o 3. miejsce
| Data  | Godz. | Drużyna 1       | Wynik | Drużyna 2 | 1     | 2     | 3     | 4 | 5 | Widzów | *  |
| ----- | ----- | --------------- | ----- | --------- | ----- | ----- | ----- | - | - | ------ | -- |
| 19.09 | 15:00 | Chińskie Tajpej | 0:3   | Chiny     | 17:25 | 16:25 | 17:25 |   |   | 1147   | 55 |

##### Finał
| Data  | Godz. | Drużyna 1 | Wynik | Drużyna 2 | 1     | 2     | 3     | 4 | 5 | Widzów | *  |
| ----- | ----- | --------- | ----- | --------- | ----- | ----- | ----- | - | - | ------ | -- |
| 19.09 | 18:00 | Japonia   | 0:3   | Iran      | 25:27 | 22:25 | 29:31 |   |   | 2544   | 56 |

## Klasyfikacja końcowa
| Miejsce | Reprezentacja    | Uwagi                            |
| ------- | ---------------- | -------------------------------- |
| 1.      | Iran             | Awans na Mistrzostwa Świata 2022 |
| 2.      | Japonia          | Awans na Mistrzostwa Świata 2022 |
| 3.      | Chiny            |                                  |
| 4.      | Chińskie Tajpej  |                                  |
| 5.      | Katar            |                                  |
| 6.      | Australia        |                                  |
| 7.      | Pakistan         |                                  |
| 8.      | Korea Południowa |                                  |
| 9.      | Indie            |                                  |
| 10.     | Bahrajn          |                                  |
| 11.     | Kazachstan       |                                  |
| 12.     | Arabia Saudyjska |                                  |
| 13.     | Uzbekistan       |                                  |
| 14.     | Hongkong         |                                  |
| 15.     | Tajlandia        |                                  |
| 16.     | Kuwejt           |                                  |

## Nagrody indywidualne
| Najlepszy zawodnik (MVP) | Najlepszy atakujący | Najlepszy przyjmujący        | Najlepszy blokujący            | Najlepszy rozgrywający | Najlepszy libero        |
| ------------------------ | ------------------- | ---------------------------- | ------------------------------ | ---------------------- | ----------------------- |
| Saber Kazemi             | Kento Miyaura       | Milad Ebadipur Yūki Ishikawa | Aljasghar Modżarad Li Yongzhen | Dżawad Karimi          | Mohammad Reza Hazratpur |